# طريق المحيط العظيم
طريق المحيط العظيم (بالإنجليزية: Great Ocean Road)‏، ويمتد على طول ولاية فيكتوريا ب 243 كم (151 ميل )، ويقع على الساحل الجنوبي الشرقي لأستراليا بين مدينتي توركواي وألانسفورد. تم بناء هذا الطريق بين عامي 1919 و1932 من قبل جنود عائدين من الحرب العالمية الأولى ، وأصبح نقطة جذب سياحي في ولاية فيكتوريا. ويوفر مناظر رائعة لمضيق باس مع مناظر طبيعية مصنوعة من ساحل جرفي والتكوينات الصخرية الرائعة الأخرى ، مثل Loch Ard Gorge ، وGrotto ، وLondon Bridge (أعيدت تسميته London Arch منذ انهيار أحد أجزائه) وخاصة شاطئ الحواريين الاثني عشر. كما يحدها شاطئ توركواي الشهير برياضة ركوب الأمواج(ركمجة). لقد كان جزءًا من قائمة التراث الوطني الأسترالي منذ 7 أفريل 2011 .
يجتذب طريق المحيط العظيم كل عام أكثر من 8 ملايين سائح ويحقق إيرادات سنوية تبلغ 1,5 مليار دولار أسترلي.
مكتب استقبال زائر مؤخرًا[متى؟] بالقرب من بيتربورو لدعم السياح الذين يزورون الطريق كل عام. كان هذا المبنى مثيرًا للجدل تمامًا ، لأنه كان محور نقاش حول الدخول المجاني للزيارة وبالتالي حول مسألة التلوث والمشاكل البيئية الأخرى التي تسببها حركة المرور.

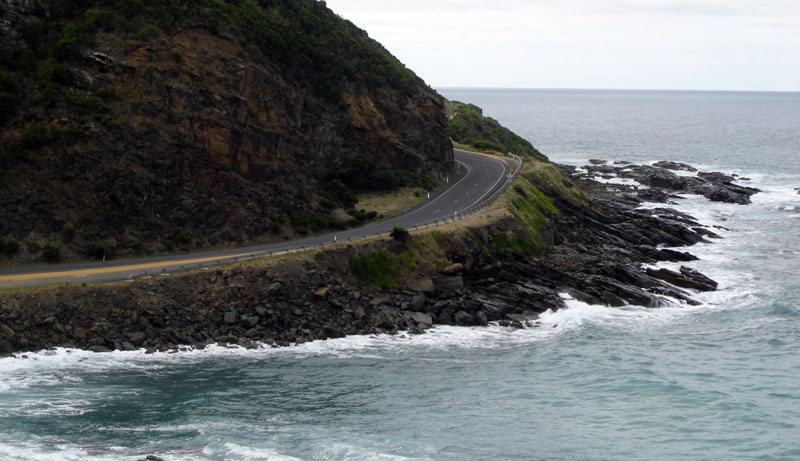
طريق المحيط العظيم

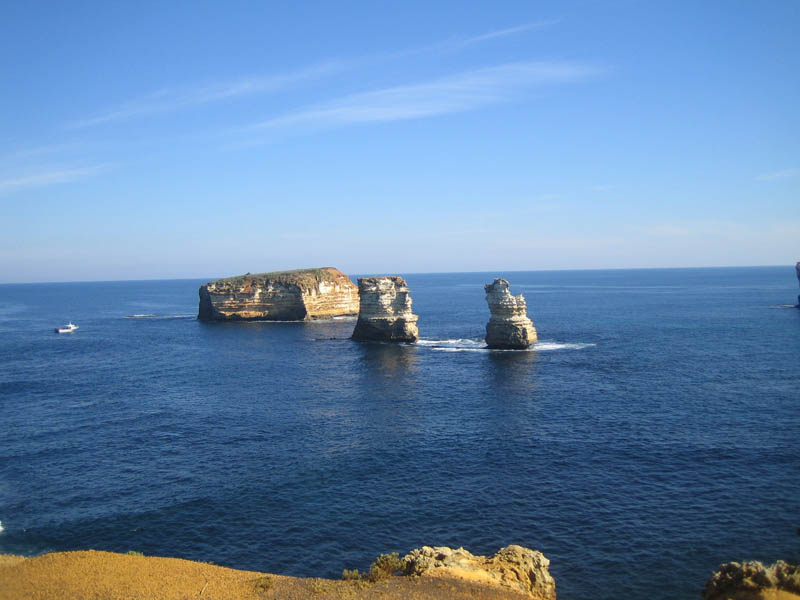
منتزه خليج الجزر الساحلي

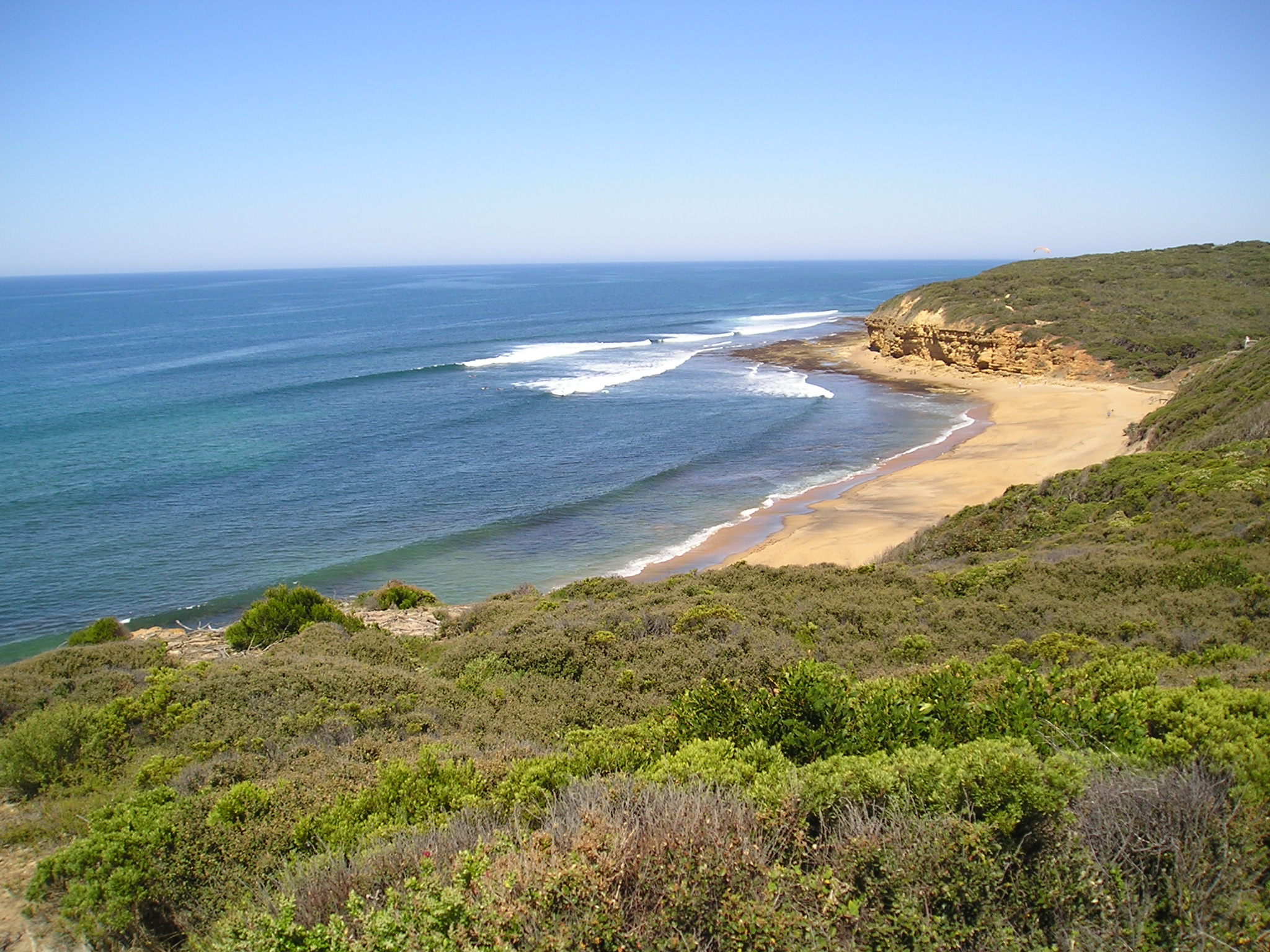
شاطئ بيلز

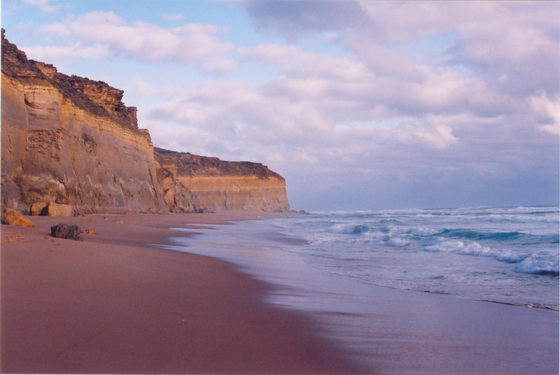
خطوات جيبسون

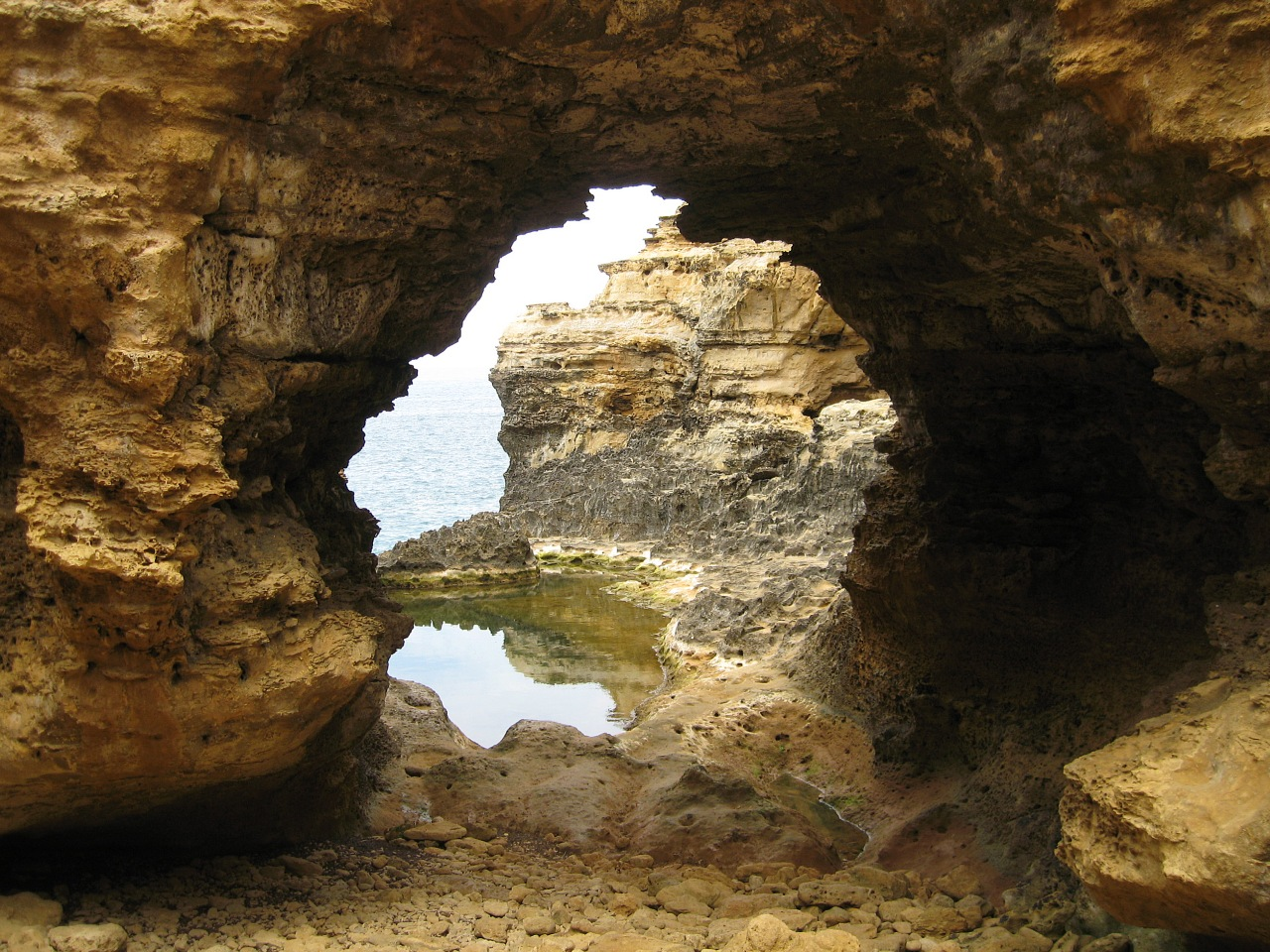
الكهف

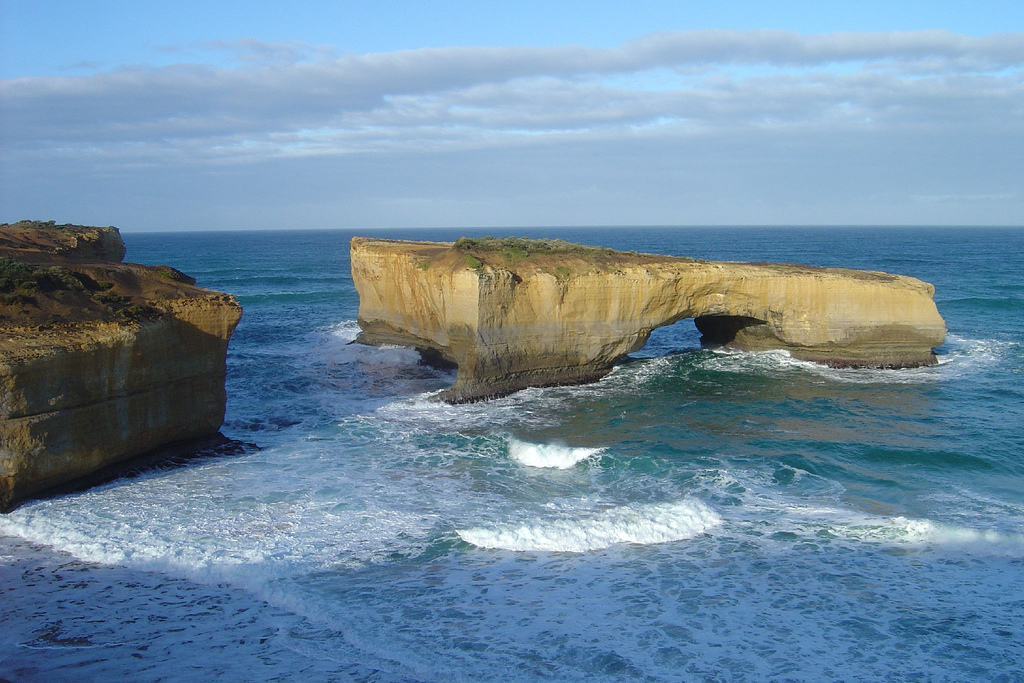
قوس لندن

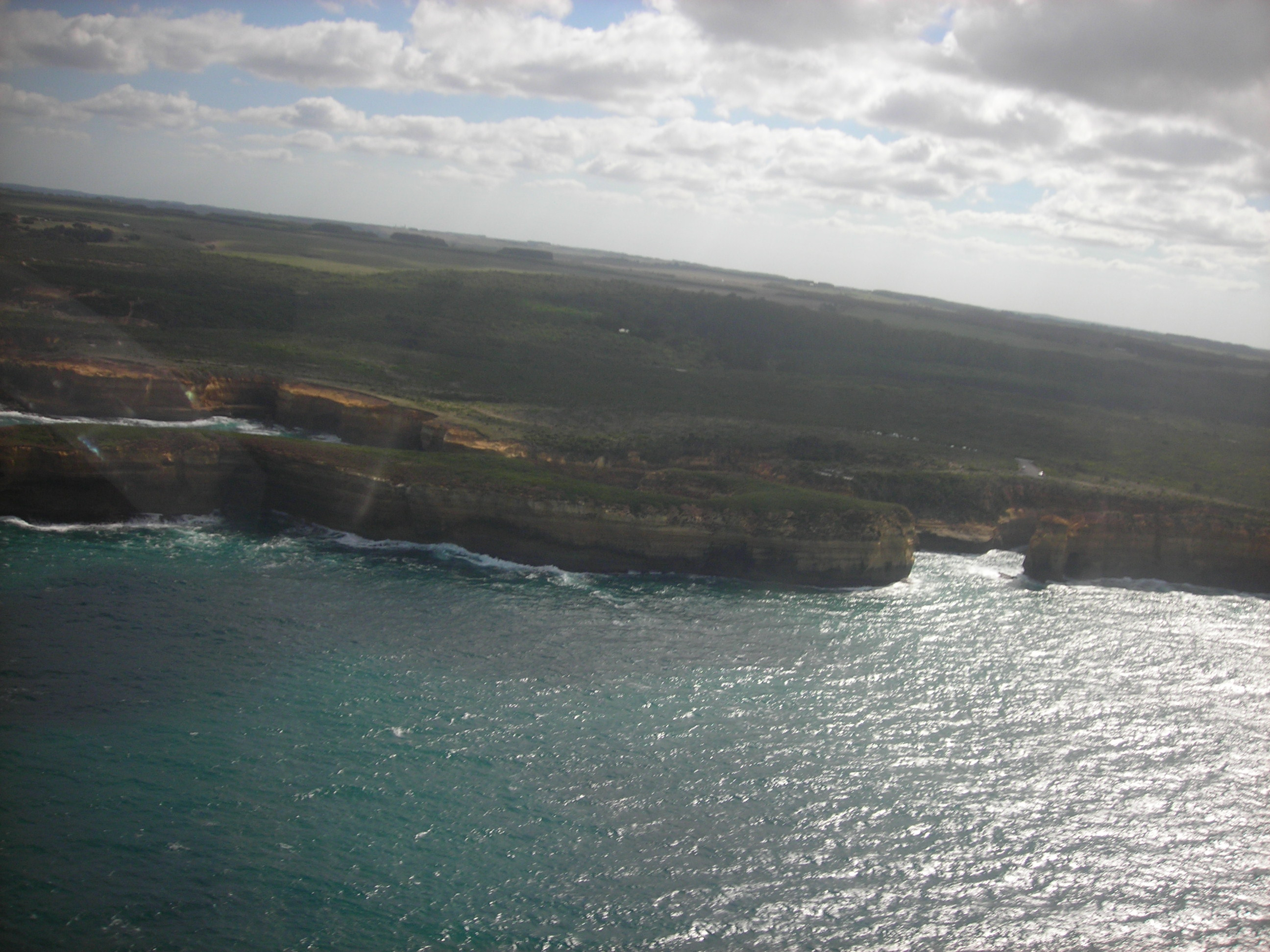
حديقة بورت كامبل الوطنية

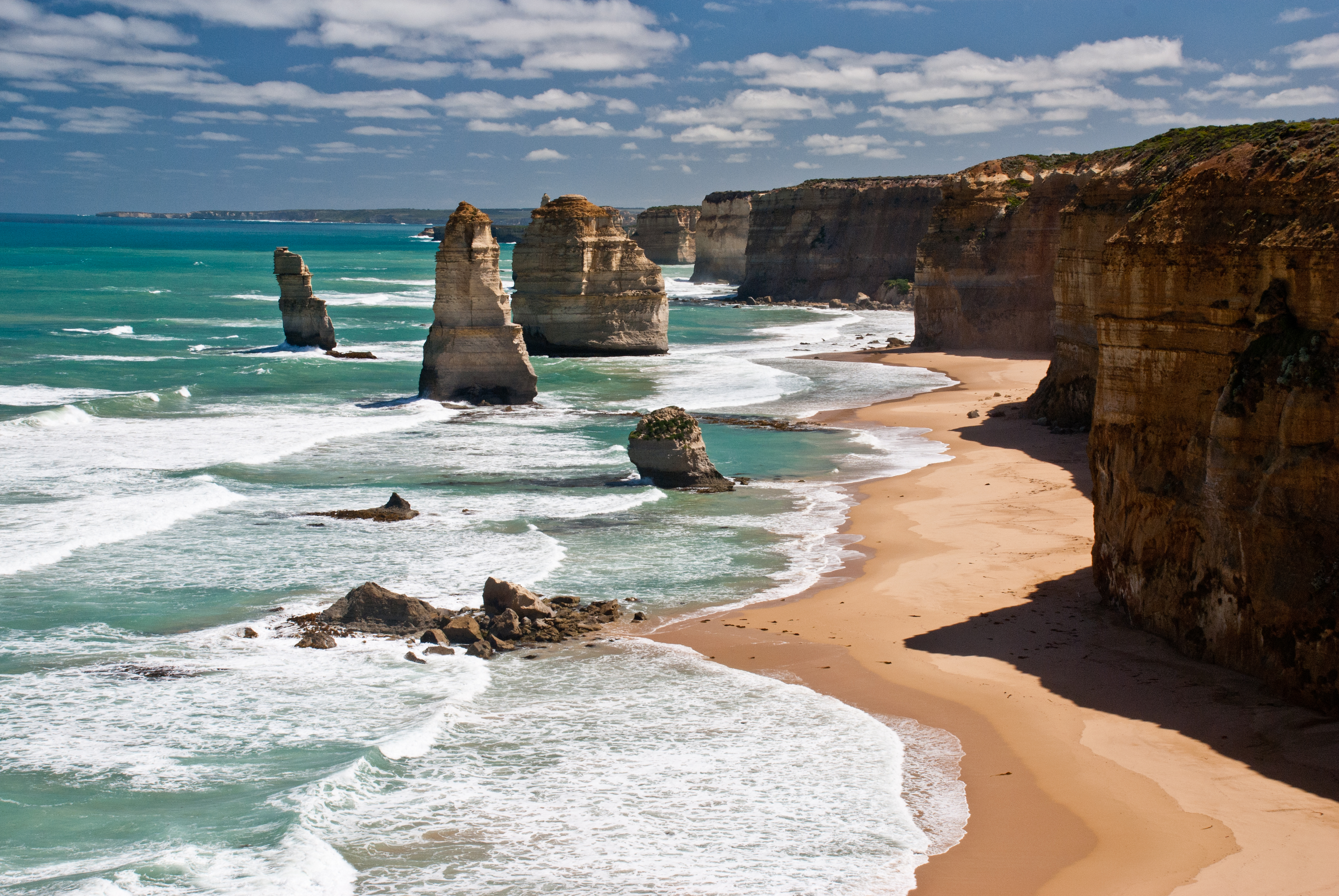
شاطئ الحواريين الاثنى عشر